# OU812
| Оценки критиков | Оценки критиков |
| Источник        | Оценка          |
| --------------- | --------------- |
| Allmusic        | [ 1 ]           |
| Роберт Кристгау | C               |
| Rolling Stone   | [ 3 ]           |

OU812 — восьмой студийный альбом американской рок-группы Van Halen, изданный в 1988 году.

## Об альбоме
После завершения тура 5150 у Эдди Ван Халена было несколько риффов, над которыми он работал, а у Сэмми Хагара «была куча текстов в блокнотах, о которых я думал и писал», поэтому вскоре они начали работу над новым альбомом.
Название альбома содержало в себе ироничный ответ на первый сольный альбома Дэвида Ли Рота, Eat 'Em And Smile. Если прочесть название OU812 посимвольно, получится английская фраза Oh You Ate One Too. Рабочим названием был Bone', которое Алекс ненавидел.
Обложка альбома была данью уважения альбому With the Beatles. Также она имеет сходство с обложками к альбомам Vincebus Eruptum (1968) группы Blue Cheer, Kiss (1974) группы Kiss и Red (1974) King Crimson. На задней обложке изображена статуэтка Хьюго Райнхольда Affe mit Schädel.
Альбом посвящен отцу Эдди и Алекса, Яну Ван Халену, который скончался 9 декабря 1986 года в возрасте 66 лет. В буклете к альбому написаны слова «This One’s For You, Pa». Ян ранее участвовал в записи альбома Van Halen, Diver Down (1982), сыграв на кларнете в композиции «Big Bad Bill (Is Sweet William Now)».

## Список композиций
Слова и музыка всех песен — Эдди Ван Хален, Алекс Ван Хален, Сэмми Хагар и Майкл Энтони, кроме указанных иначе.
| №                   | Название                   | Перевод                           | Длительность |
| ------------------- | -------------------------- | --------------------------------- | ------------ |
| 1.                  | «Mine All Mine»            | Моё, Всё Моё                      | 5:11         |
| 2.                  | «When It's Love»           | Когда Это Любовь                  | 5:36         |
| 3.                  | «A.F.U. (Naturally Wired)» | A.F.U. (Естественно Подключенный) | 4:28         |
| 4.                  | «Cabo Wabo»                | Кабо Уабо                         | 7:04         |
| Общая длительность: | Общая длительность:        | Общая длительность:               | 22:19        |

| №                   | Название                 | Перевод                   | Длительность |
| ------------------- | ------------------------ | ------------------------- | ------------ |
| 5.                  | «Source of Infection»    | Источник Инфекции         | 3:58         |
| 6.                  | «Feels So Good»          | Чувствую Себя Так Хорошо  | 4:27         |
| 7.                  | «Finish What Ya Started» | Закончи то, что Ты Начала | 4:20         |
| 8.                  | «Black and Blue»         | Чёрный и Синий            | 5:24         |
| 9.                  | «Sucker in a 3 Piece»    | Соска из 3 Частей         | 5:52         |
| Общая длительность: | Общая длительность:      | Общая длительность:       | 24:01        |

| №                   | Название             | Автор(ы)            | Перевод             | Длительность |
| ------------------- | -------------------- | ------------------- | ------------------- | ------------ |
| 10.                 | «A Apolitical Blues» | Лоуэлл Джордж       | Аполитичный Блюз    | 3:50         |
| Общая длительность: | Общая длительность:  | Общая длительность: | Общая длительность: | 50:10        |

## Участники записи
Van Halen
- Сэмми Хагар — вокал, ритм-гитара
- Эдди Ван Хален — соло-гитара, клавишные, бэк-вокал
- Майкл Энтони — бас-гитара, бэк-вокал
- Алекс Ван Хален — ударные

Дополнительный персонал
- Донн Ланди — продюсер, звукорежиссёр
- Кен Дин — ассистент звукорежиссёр
- Бобби Хата — мастеринг
- Джери Хейден — дизайн
- Маура П. Маклафлин — дизайн
- Эйка Аошима — фотограф
- Стюарт Уотсон — фотограф

## Позиции в чартах и сертификации
| Страна         | Место |
| -------------- | ----- |
| Австралия      | 9     |
| Австрия        | 21    |
| Великобритания | 16    |
| Германия       | 12    |
| Нидерланды     | 22    |
| США            | 1     |
| Финляндия      | 1     |
| Швеция         | 9     |

| Страна               | Сертификация |
| -------------------- | ------------ |
| Великобритания (BPI) | Серебряный   |
| США (RIAA)           | 4×Платиновый |